# Ludwig Schauenburg
Ludwig Conrad Martin Schauenburg (* 6. März 1839 in Sandel, Amt Jever; † 25. November 1909 in Golzwarden, Amt Brake) war ein deutscher evangelisch-lutherischer Pfarrer und Kirchenhistoriker.

## Leben und Beruf
Ludwig Schauenburg, Sohn des Pastors Hermann Theodor Sophus Schauenburg, verbrachte seine Jugendjahre nach der Versetzung seines Vaters in Sande (Amt Jever). Von dort aus besuchte er seit 1852 das Gymnasium in Jever. 1859 bestand er das Abitur und studierte anschließend Theologie in Göttingen, wo er sich der Burschenschaft Hannovera anschloss. In den Semesterferien trat er eine Studienreise nach Italien an, die er jedoch infolge einer Typhuserkrankung in Südtirol abbrechen musste. Von der Krankheit genesen, setzte er sein Studium in Göttingen fort und beendete es in Jena. 1863–1864 war er Katechet in Berne (Amt Elsfleth), danach für kurze Zeit Hilfsprediger in Minsen (Amt Jever). 1865 wurde er Pastor in Huntlosen (Amt Wildeshausen); 1870 wechselte nach Pakens (Amt Jever). 1886 erhielt er die Ordination als Pfarrer in Golzwarden (Amt Brake) und behielt diese Stelle bis zu seinem Tode.
Das umfangreiche Werk Hundert Jahre Oldenburgische Geschichte brachte Ludwig Schauenburg allgemeine Anerkennung ein. Dieses Buch sowie seine sonstigen zahlreichen kirchenhistorischen und kirchenpolitischen Schriften weisen darauf hin, dass er ein Religionsverständnis hatte, das Gedanken der frühen protestantischen Orthodoxie enthielt. Er stand der Erweckungsbewegung des 19. Jahrhunderts in Deutschland nahe und unterstützte die Innere Mission der evangelischen Kirche in Deutschland. Beide Organisationen bemühten sich, der Kirche entfremdete Teile der Bevölkerung für ein aktives Christentum zurückzugewinnen. Darüber hinaus gehörte er dem konservativen Evangelisch-Lutherischen Pastoralverband im Großherzogtum Oldenburg an und übernahm darin die Führung der Gruppe von Pfarrern, die sich zum Neuluthertum bekannten.
Ludwig Schauenburg unternahm als Reiseprediger im Auftrag der Inneren Mission der deutschen evangelischen Kirche mehrmals Reisen in die Niederlande, um vornehmlich in den Provinzen Groningen und Friesland sowie in Amsterdam den Hollandgängern (deutsche Saisonarbeiter, insbesondere Grasmäher, Ziegeleiarbeiter, Torfstecher und Stuckateure) seelsorgerische Betreuung zu bieten. Über einzelne Reisen verfasste er Berichte an den Central-Ausschuss für die Innere Mission der deutschen evangelischen Kirche. Diesem legte er 1886 eine längere Abhandlung über seine Eindrücke von Leben und Arbeit der Hollandgänger einschließlich der von ihm gemachten Erfahrungen als Reiseprediger vor.

## Veröffentlichungen
- Die Arbeiten der inneren Mission im Großherzogthum Oldenburg, Fliegende Blätter aus dem Rauhen Haus zu Hamburg-Horn, 1882, S. 154–169, 177–191, 223–229 sowie 241–253
- Die Unkirchlichkeit im Jeverland. Ein Beitrag zur Geschichte konsistorialer Kirchenverwüstung im vorigen Jahrhundert, Monatsschrift für innere Mission, 1884, S. 137–157, Bertelsmann, Gütersloh
- Ein Trienninum aus den Arbeiten der inneren Mission im Herzogthum Oldenburg, Fliegende Blätter aus dem Rauhen Haus zu Hamburg-Horn, 1884, S. 175–188
- Die Arbeit unter den Hollandgängern, Monatsschrift für innere Mission, 1886, S. 23–48 sowie 81–88, Bertelsmann, Gütersloh
- Beiträge zur Kunde der Reformationsgeschichte der Grafschaften Oldenburg und Delmenhorst, wie der Herrschaft Jever, Oldenburg, 1888
- Die Täuferbewegung in den Grafschaften Oldenburg-Delmenhorst und der Herrschaft Jever zur Zeit der Reformation, Druck und Verlag von Gerhard Stalling, Oldenburg, 1888
- Hundert Jahre Oldenburgische Kirchengeschichte von Hamelmann bis Cadovius (1573-1667), Band 1–5, Druck und Verlag von Gerhard Stalling, Oldenburg, 1894-1908
- Die Geschichte der Oldenburger Gottesdienstordnung von 1573 bis heute, Auffurth, Brake, 1897
- Oldenburgischer Aberglaube im Spiegel unserer heidnischen Vorzeit, J. Morgenbesser, Bremen, 1906
- Am Segensstrom des Evangeliums. Missionsstudien aus der kirchlichen Vergangenheit des Herzogtums Oldenburg, Eschen & Fasting, Oldenburg 1912 (posthum erschienen)
- Die plattdeutsche Sprache im 17. Jahrhundert: Nachdruck aus: Hundert Jahre Oldenburgische Kirchengeschichte, Kapitel XIII, Die Kultursprache. Mit einem Vorwort von Gerold Struß. Hrsg. De Spieker, Heimatbund für Niederdeutsche Kultur e. V. Oldenburg, Isensee, Oldenburg 1999

- Artikel im Oldenburger Jahrbuch, herausgegeben vom Oldenburger Landesverein für Geschichte, Natur und Heimatkunde:
  - Geschichte des Oldenburgischen Armenwesens von der Reformation bis zum Tode Anton Günthers. (Band 7, [1898], S. 1–74)
  - Zur Geschichte der Kirchenbücher in den Grafschaften Oldenburg und Delmenhorst von 1573-1667. Mit einer tabellarischen Übersicht. (Band 8 [1899]. S. 79–107)
  - Aus Haus, Hochzeit und Familienleben im 17. Jahrhundert. (Band 9 [1900], S. 75–102)
  - Der Geist der Arbeit im Gebiete der Grafschaften Oldenburg und Delmenhorst. Ein sitten- und kulturhistorischer Versuch unter Bezugnahme auf des 16. und 17. Jahrhundert. (Band 13 [1904], S. 1–33)
  - Die wirtschaftliche Gesamtlage in den Grafschaften Oldenburg und Delmenhorst unter den Grafen Johann VI. und Anton Günther. (Band 13 [1904], S. 54–64)

## Ehrungen
- 1899 erfolgte seine Ernennung zum Kirchenrat
- 1903 verlieh ihm die Theologische Fakultät der Universität Göttingen die Würde eines Ehrendoktors
- 1908 überreichte ihm Großherzog Friedrich August von Oldenburg die Große Goldene Medaille für Kunst und Wissenschaft
- 1970 ehrte ihn die Gemeinde Ovelgönne, zu der Golzwarden damals gehörte (heute ist Golzwarden ein Ortsteil der Stadt Brake an der Unterweser), durch die Benennung der Ludwig-Schauenburg-Straße in einem Neubaugebiet in Golzwarden